# Längdskidåkning vid olympiska vinterspelen 2006
Längdskidåkning vid olympiska vinterspelen 2006 i Turin, Italien.

## Medaljtabell
| Pl. | Nation    | Guld | Silver | Brons | Totalt |
| --- | --------- | ---- | ------ | ----- | ------ |
| 1   | Sverige   | 3    | 0      | 2     | 5      |
| 2   | Estland   | 3    | 0      | 0     | 3      |
| 3   | Ryssland  | 2    | 2      | 3     | 7      |
| 4   | Italien   | 2    | 0      | 2     | 4      |
| 5   | Tjeckien  | 1    | 2      | 0     | 3      |
| 6   | Kanada    | 1    | 1      | 0     | 2      |
| 7   | Tyskland  | 0    | 3      | 1     | 4      |
| 7   | Norge     | 0    | 3      | 1     | 4      |
| 9   | Frankrike | 0    | 1      | 0     | 1      |
| 10  | Österrike | 0    | 0      | 1     | 1      |
| 10  | Finland   | 0    | 0      | 1     | 1      |
| 10  | Polen     | 0    | 0      | 1     | 1      |

## Medaljörer

### Herrar
| Event                         | Guld                                                                         | Guld      | Silver                                                                   | Silver    | Brons                                                                  | Brons     |
| 15 km klassiskt Detaljer...   | Andrus Veerpalu Estland                                                      | 38:01,3   | Lukáš Bauer Tjeckien                                                     | 38:15,8   | Tobias Angerer Tyskland                                                | 38:20,5   |
| Skiathlon Detaljer...         | Jevgenij Dementiev Ryssland                                                  | 1:17:00,8 | Frode Estil Norge                                                        | 1:17:01,4 | Pietro Piller Cottrer Italien                                          | 1:17:01,7 |
| 50 km fristil Detaljer...     | Giorgio Di Centa Italien                                                     | 2:06:11,8 | Jevgenij Dementiev Ryssland                                              | 2:06:12,6 | Mikhail Botvinov Österrike                                             | 2:06:12,7 |
| 4 x 10 km stafett Detaljer... | Italien Fulvio Valbusa Giorgio Di Centa Pietro Piller Cottrer Cristian Zorzi | 1:43:45,7 | Tyskland Andreas Schlütter Jens Filbrich René Sommerfeldt Tobias Angerer | 1:44:01,4 | Sverige Mats Larsson Johan Olsson Anders Södergren Mathias Fredriksson | 1:44:01,7 |
| Sprint Detaljer...            | Björn Lind Sverige                                                           | 2:26,5    | Roddy Darragon Frankrike                                                 | 2:27,1    | Thobias Fredriksson Sverige                                            | 2:27,8    |
| Sprintstafett Detaljer...     | Sverige Thobias Fredriksson Björn Lind                                       | 17:02,9   | Norge Jens Arne Svartedal Tor Arne Hetland                               | 17:03,5   | Ryssland Ivan Alypov Vasilij Rotjev                                    | 17:05,2   |

### Damer
| Event                        | Guld                                                                                             | Guld      | Silver                                                                      | Silver    | Brons                                                                        | Brons     |
| 10 km klassiskt Detaljer...  | Kristina Šmigun Estland                                                                          | 27.51,4   | Marit Bjørgen Norge                                                         | 28:12,7   | Hilde Gjermundshaug Pedersen Norge                                           | 28:14,0   |
| Skiathlon Detaljer...        | Kristina Šmigun Estland                                                                          | 42.48,7   | Kateřina Neumannová Tjeckien                                                | 42:50,6   | Jevgenija Medvedeva-Arbuzova Ryssland                                        | 43:03,2   |
| 30 km fristil Detaljer...    | Kateřina Neumannová Tjeckien                                                                     | 1:22:25,4 | Julija Tjepalova Ryssland                                                   | 1:22:26,8 | Justyna Kowalczyk Polen                                                      | 1:22:27,5 |
| 4 x 5 km stafett Detaljer... | Ryssland Natalia Baranova-Masolkina Larisa Kurkina Julija Tjepalova Jevgenija Medvedeva-Arbuzova | 54:47,7   | Tyskland Stefanie Böhler Viola Bauer Evi Sachenbacher-Stehle Claudia Künzel | 54:57,7   | Italien Arianna Follis Gabriella Paruzzi Antonella Confortola Sabina Valbusa | 54:58,7   |
| Sprint Detaljer...           | Chandra Crawford Kanada                                                                          | 2:12,3    | Claudia Künzel Tyskland                                                     | 2:13,0    | Alena Sidko Ryssland                                                         | 2:13,2    |
| Sprintstafett Detaljer...    | Sverige Lina Andersson Anna Dahlberg                                                             | 16:36,9   | Kanada Sara Renner Beckie Scott                                             | 16:37,5   | Finland Aino Kaisa Saarinen Virpi Kuitunen                                   | 16:39,2   |